# Liberty Hall
El Liberty Hall (irlandès: Halla na Saoirse), és un edifici situat a Dublín (Irlanda). Actualment és la seu de la Services, Industrial, Professional and Technical Union (SIPTU), el sindicat més gran del país. Durant uns anys fou l'edifici més alt del país, amb 59,40 metres, fins que fou superat pel County Hall, als afores de Cork, que al seu torn seria superat per la torre The Elysian, a la mateixa ciutat. Actualment, el Liberty Hall és el tercer edifici més alt de Dublín, just després de l'edifici Monte Vetro i la Torre Millennium, situats al sector de Grand Canal Dock.
Històricament, el Liberty Hall és més conegut per la seva antiga funció com a seu de la Irish Transport and General Workers Union, a principis del segle xx, així com de l'Exèrcit Ciutadà Irlandès (ICA, per les seves sigles en anglès).

## Història

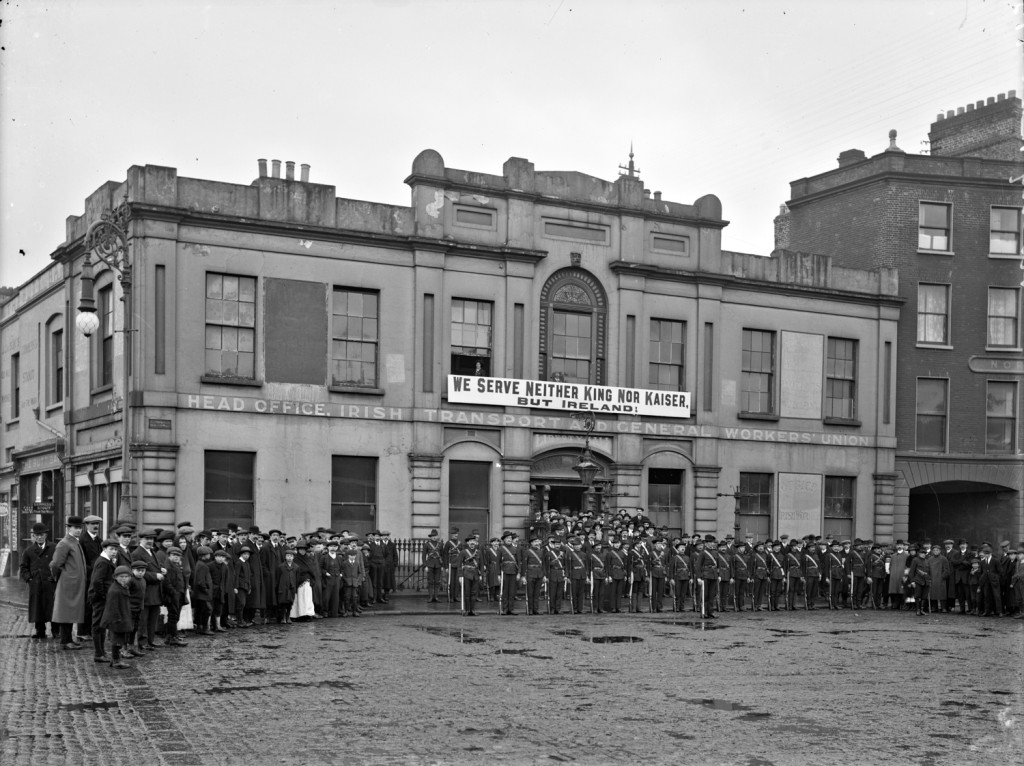
Membres de l'Exèrcit Ciutadà Irlandès a l'entrada del Liberty Hall original, just a sota d'una pancarta que diu "No servim ni a un Rei ni a un Kaiser, sinó a Irlanda."

Situat entre Beresford Place i Eden Quay, al costat de Custom House, el Liberty Hall original era un hotel, abans de convertir-se en la fortalesa personal de James Connolly a Dublín. En el transcurs del tancament patronal de Dublín de 1913, s'hi va establir una cuina de campanya per als familiars dels treballadors, dirigida per Maud Gonne i Constance Markiewicz. Després de l'inici de la Primera Guerra Mundial, a la paret principal de l'edifici hi va aparèixer una pancarta que deia "Nosaltres no servim ni a un Rei ni a un Kaiser, sinó a Irlanda", mentre que el diari de Connolly, l'The Irish Worker, era imprès a l'interior. El diari fou clausurat pel govern britànic, acusat de sedició, segons la Llei de Defensa del Reialme (DORA en anglès). Durant un breu període fou substituït pel The Worker, que també fou prohibit. Connolly encara va editar-hi un tercer diari, el The Workers' Republic, entre 1915 i l'alçament de Pasqua de 1916.

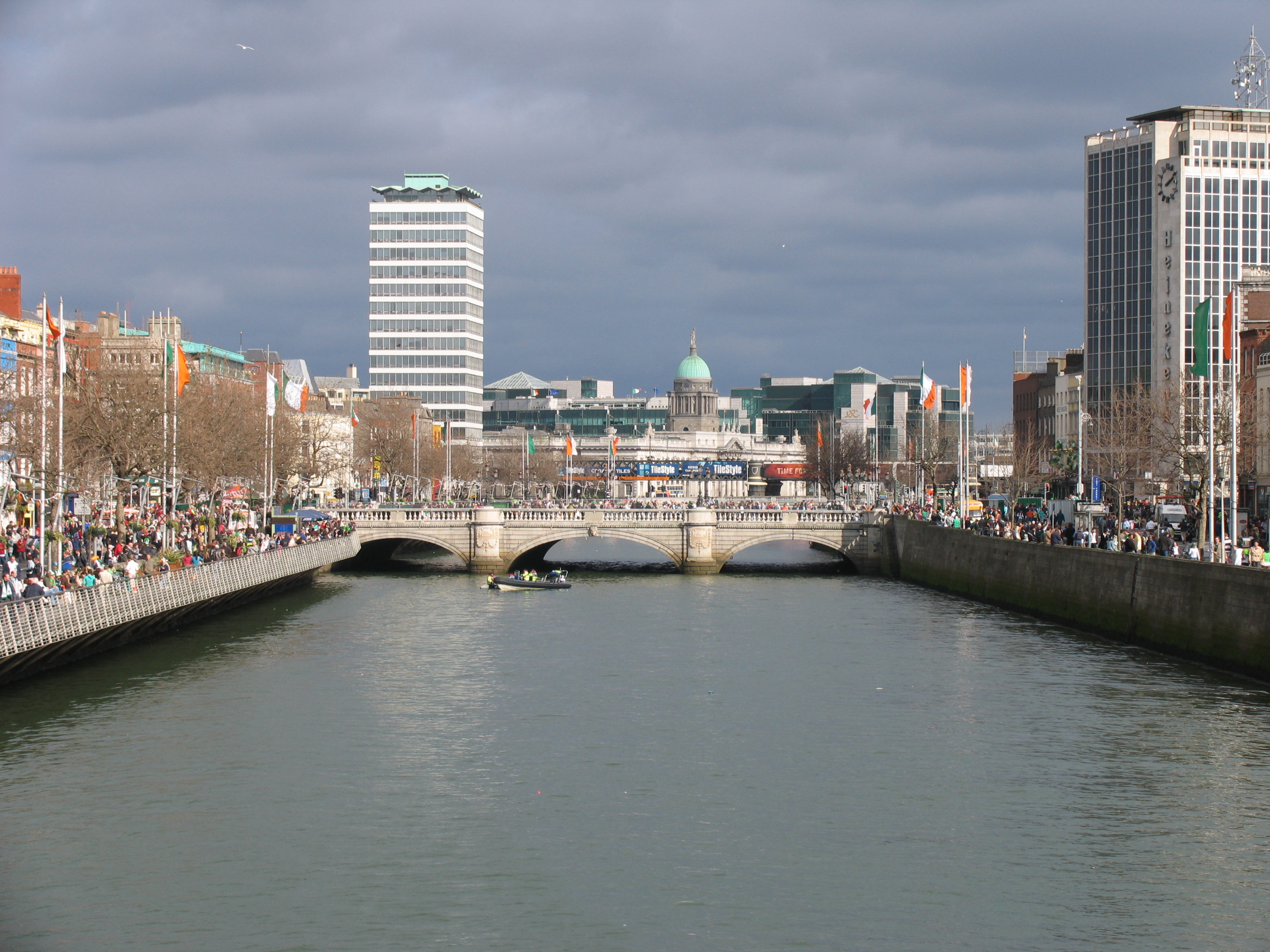
El Liberty Hall, el tercer edifici més alt de Dublín. Al davant es pot beure el Ha'penny Bridge.

Fins a l'alçament de Pasqua, el Liberty Hall també era utilitzat com a fàbrica de municions, produint-se allí bombes i baionetes que serien utilitzades més tard en la revolta. A les portes de l'edifici és on es van reunir els líders de l'alçament abans de dirigir-se cap a la General Post Office el dilluns de Pasqua. El Liberty Hall va quedar buit durant tota la setmana, fet que van desconèixer les autoritats britàniques, fet que va provocar que escollissin l'emplaçament com el primer a ser atacat. El Liberty Hall va ser arrasat completament per l'artilleria britànica durant l'alçament, però posteriorment fou restaurat.
A finals de la dècada de 1950 el Liberty Hall va ser declarat insegur i, posteriorment, enderrocat. L'edifici actual, que consta de 16 plantes, va ser construït entre 1961 i 1965. Originalment va ser proveït amb finestres no reflectores, però després que fossin malmeses per un cotxe bomba col·locat per l'Ulster Volunteer Force, el 1972, van ser reemplaçades per finestres de vidre reflector. La plataforma panoràmica, oberta recentment, també va tancar després de l'atac amb cotxe bomba.
El 19 d'octubre de 2006 es va anunciar que la SIPTU (en la qual està integrada la Irish Transport and General Workers Union des del 1990) buscava un permís per enderrocar el Liberty Hall i construir una nova seu al mateix emplaçament. L'octubre de l'any següent, la SIPTU ja havia escollit un petit grup d'arquitectes per dissenyar el nou edifici, establint-se el 2009 com l'any en què s'enderrocaria el vell edifici. El gener de 2008 els arquitectes de Dublín Gilroy MacMahon, que havien dissenyat els nous suports del Croke Park, foren elegits per dissenyar el nou Liberty Hall El febrer de 2012 la SIPTU va rebre els permisos per part de l'Ajuntament de Dublín per enderrocar l'estructura antiga i substituir-la per un edifici de 22 plantes, amb una alçada de 100 metres. El nou edifici hagués inclòs unes oficines, un teatre i un "centre històric". Tot i així, el novembre de 2012 An Bord Pleanála va rebocar el permís d'obra, assegurant que el nou edifici seria "innacceptablement dominant a la ciutat".
El Liberty Hall va ser objecte d'un documental televisiu a RTÉ One el maig de 2009.